# Kids in America
"Kids in America" é uma canção da cantora britânica Kim Wilde. Sendo seu single de estreia, foi lançado primeiramente no Reino Unido, em janeiro de 1981, e posteriormente nos Estados Unidos, na primavera de 1982, para seu álbum de estreia homônimo. A canção foi um sucesso, alcançando posições altas nas paradas de diversos países da Europa, além de Austrália, Nova Zelândia e África do Sul. Vendeu mais de três milhões de cópias por todo o mundo, ganhando certificado de ouro no Reino Unido, África do Sul, Austrália e Suécia.

## Antecedentes, composição e produção
Mickie Most, chefe da RAK Records, ouviu Kim Wilde cantando pela primeira vez através de uma canção gravada por seu irmão Ricky Wilde, um jovem compositor e produtor que teve uma fama como cantor mirim.
Ao conhecê-la pessoalmente, Most gostou de sua voz e aparência, demonstrando o interesse em trabalhar numa música. Ansioso para aproveitar a oportunidade, Ricky foi para casa e no mesmo dia escreveu "Kids in America", junto com seu pai Marty, também ex-cantor, além de ídolo teen e ator no Reino Unido no final dos anos 50 e início dos anos 60.
Eles escreveram a canção usando um sintetizador WASP que pertencia a Ricky. Ele disse que a principal linha de sintetizador foi influenciada por "Messages" de Orchestral Manoeuvres in the Dark. Kim afirmou que seu irmão "meio que roubou" a linha. A linha do baixo feita num sintetizador, na qual forma a introdução, foi inspirada por Gary Numan (assim como a melodia vocal nas linhas de abertura).
Eles foram para o estúdio com tudo exceto a letra do refrão, na qual Marty Wilde, que era responsável por escrever a letra da música, criou no último minuto. O "Whoah-oh!", cantado após o título da canção, era originalmente suposto a ser um lick de guitarra ou um stab de metal, mas soou muito melhor cantada pelos backing vocals masculinos, de acordo com Marty.
Após ouvir a canção pela primeira vez, Most disse que seria um grande sucesso, mas precisava ser remixada, o que ele fez junto com Marty na RAK Studios. A canção foi arquivada por um ano antes de ser lançada como o primeiro single de Kim Wilde em janeiro de 1981.

## Recepção
"Kids in America" foi a música que marcou o início da carreira de Wilde. Em suas primeiras oito semanas de lançamento, o single vendeu mais de meio milhão de cópias apenas no Reino Unido, alcançando a posição de número dois nas tabelas do país em 1981. No ano seguinte alcançou o top 30 nos Estados Unidos, sendo mais tarde classificada como a 91ª canção de maior sucesso no ano de 1982 pela Billboard. Atingiu o topo das paradas da Finlândia e da África do Sul. Foi top 10 em vários países da Europa e na Austrália. Após "Kids in America", o pai e o irmão de Kim continuaram a escrever canções para ela.

## Lista de faixas
Single 7" Reino Unido
1. Kids in America (3:26)
2. Tuning in Tuning On (4:30)

Single 7" EUA/Canadá
1. Kids in America (3:26)
2. You'll Never Be So Wrong (4:11)

## Desempenho nas tabelas musicais
| País (Tabela musical) (1981–1982)               | Posição de pico |
| ----------------------------------------------- | --------------- |
| Austrália (Kent Music Report)                   | 5               |
| Áustria (Ö3 Austria Top 40)                     | 12              |
| Bélgica (Ultratop 50 Flanders)                  | 4               |
| Canadá (RPM Top Singles)                        | 34              |
| Finlândia (Suomen virallinen lista)             | 1               |
| Irlanda (IRMA)                                  | 2               |
| Países Baixos (Dutch Top 40)                    | 6               |
| Países Baixos (Single Top 100)                  | 8               |
| Nova Zelândia (Recorded Music NZ)               | 5               |
| Noruega (VG-lista)                              | 9               |
| África do Sul (Springbok Radio)                 | 1               |
| Suécia (Sverigetopplistan)                      | 2               |
| Suíça (Schweizer Hitparade)                     | 5               |
| Reino Unido (OCC UK Singles)                    | 2               |
| Estados Unidos (Billboard Hot 100)              | 25              |
| Estados Unidos (Billboard Mainstream Rock)      | 29              |
| Alemanha Ocidental (Offizielle Deutsche Charts) | 5               |

| País (Tabela musical) (1981)                    | Posição |
| ----------------------------------------------- | ------- |
| Austrália (Kent Music Report)                   | 10      |
| Bélgica (Ultratop 50 Flanders)                  | 14      |
| Países Baixos (Dutch Top 40)                    | 29      |
| Países Baixos (Single Top 100)                  | 37      |
| Nova Zelândia (Recorded Music NZ)               | 37      |
| África do Sul (Springbok Radio)                 | 15      |
| Suíça (Schweizer Hitparade)                     | 18      |
| Reino Unido (OCC UK Singles)                    | 23      |
| Alemanha Ocidental (Offizielle Deutsche Charts) | 3       |

| País (Tabela musical) (1982)       | Posição |
| ---------------------------------- | ------- |
| Estados Unidos (Billboard Hot 100) | 91      |